# Buổi hòa nhạc

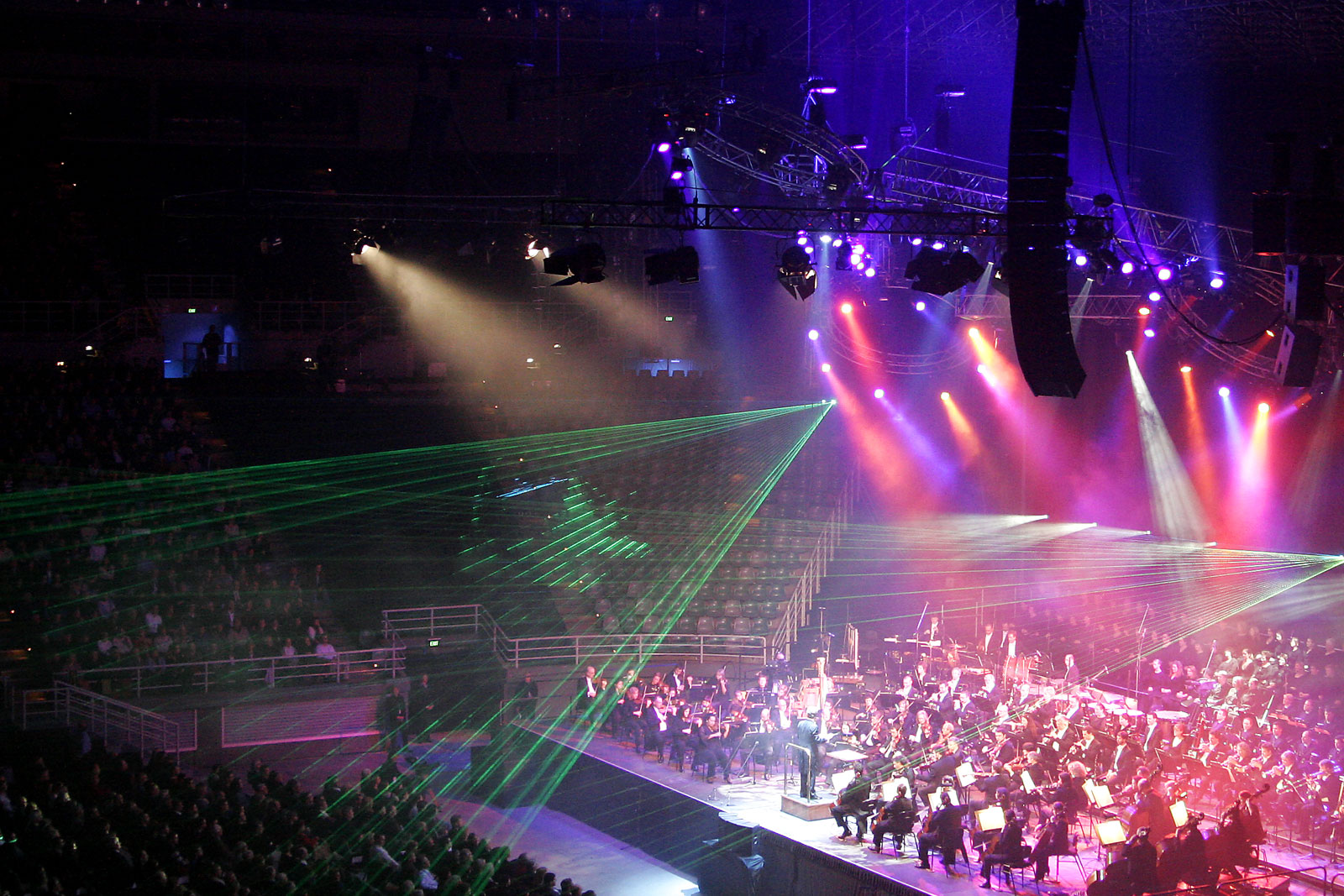
Một buổi hòa nhạc cổ điển tại Rod Laver Arena, Melbourne, nước Úc, năm 2005

Một buổi hòa nhạc hay còn gọi là hòa tấu là một buổi trình diễn trực tiếp (thường là trình diễn âm nhạc) trước một đám đông khán giả. Buổi trình diễn có thể được thực hiện bởi một nhạc sĩ duy nhất, gọi là độc tấu, hoặc bởi một đoàn ca múa nhạc đồng diễn, như một dàn nhạc, đội  hợp xướng hay một ban nhạc. Các buổi hòa nhạc được tổ chức trong nhiều phạm vi khác nhau, có thể tại nhà riêng, câu lạc bộ đêm, nhà hát chuyên dụng, các trung tâm giải trí, các công viên, tòa nhà đa năng, thậm chí là các sân vận động thể thao. Các buổi hòa nhạc tổ chức trong nhà tại các cuộc thi đấu lớn thường được gọi là vũ đài hòa tấu. Bất kỳ nơi tổ chức ở đâu đi chăng nữa, các nhạc sĩ thường biểu diễn ngay trên sân khấu. Trước khi thu âm phần nhạc, buổi hòa tấu sẽ chỉ đưa ra một cơ hội duy nhất cho một người sẽ được chính thức nghe các nhạc sĩ chơi nhạc cụ. Tên thường gọi của một buổi hòa tấu (concert) là "show" (sô diễn) và "gig" (buổi diễn).

## Các loại hòa tấu

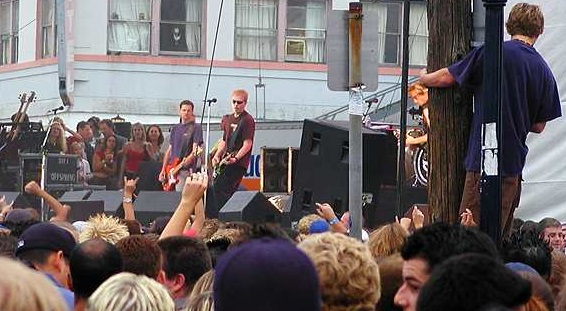
The Offspring trong một buổi hòa nhạc ngoài trời.

Bản chất của một buổi hòa nhạc sẽ thay đổi tùy theo thể loại âm nhạc và thành phần biểu diễn. Buổi hòa nhạc của một ban nhạc jazz nhỏ hoặc của một ban nhạc bluegrass nhỏ có thể có cùng thứ tự chương trình, điệu nhạc, và âm lượng, nhưng thay đổi theo âm nhạc và phục trang. Tương tự, một nhạc sĩ riêng lẻ, một ban nhạc, hoặc một thể loại âm nhạc có thể thu hút khán giả tham dự buổi hòa nhạc của mình bằng những trang phụ tương tự, kiểu tóc và cách cư xử. Ví dụ, phong trào hippie vào những năm thập niên 60 thường để tóc dài (đôi khi cuốn lọn dài), mang sandal và những quần áo rẻ tiền làm từ sợi tự nhiên. Những người tham dự một buổi hòa nhạc thường xuyên cũng có một phong cách rất dễ nhận ra, để phù hợp với quang cảnh của buổi hòa nhạc đó.

### Sân khấu

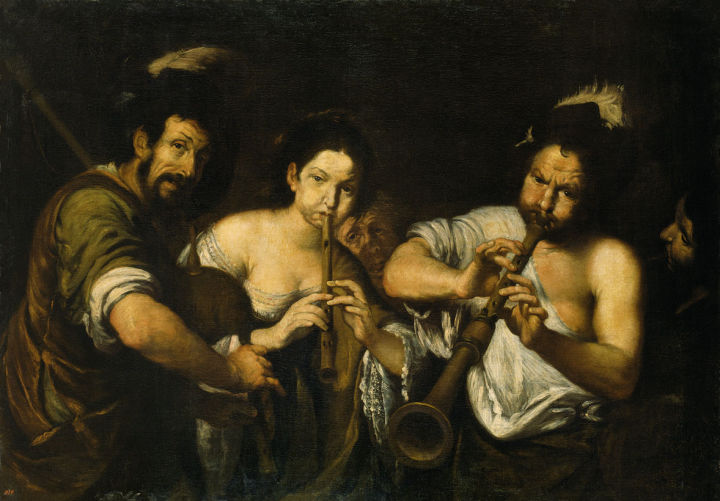
"Hòa tấu" của Bernardo Strozzi, 1630/31, Kadrioru.

Một số nghệ sĩ trình diễn hoặc các nhóm nhạc đem đến những buổi hòa nhạc rất phức tạp và tốn kém. Để tạo ra một bầu không khí đáng nhớ và phấn khích, tăng thêm sự thu hút, các nghệ sĩ sẽ thường xuyên cung cấp các thiết bị giải trí kèm theo buổi hòa nhạc của họ. Những thiết bị này bao gồm thiết bị chiếu sáng xuyên sân khấu; một hệ thống phóng đại hình ảnh (IMAG) và/hoặc video được ghi hình trước đó; bong bóng, bìa ảnh, sương mù và khói sân khấu, pháo hoa; cộng với những phục trang khác thường trong kho quần áo biểu diễn. Một số ca sĩ, đặc biệt là ca sĩ nhạc nhẹ, tăng âm lượng giọng hát trong buổi hòa nhạc với những phần được thu âm trước, vũ công nhảy nền và thậm chí các bài hát của chính ca sĩ đó. Các hoạt động diễn ra trong buổi hòa nhạc bao gồm nhảy, hát và moshing (một điệu nhảy thường thấy trong hardcore punk và heavy metal). Một số nghệ sĩ nổi tiếng được biết đến với nhiều màn trình diễn mang đầy đủ các yếu tố kể trên bao gồm:Pink Floyd, Jean Michel Jarre, Sarah Brightman và KISS.

### Lễ hội âm nhạc
Các buổi hòa nhạc bao gồm nhiều nghệ sĩ trình diễn, nhất là kéo dài trong nhiều ngày, được gọi là  lễ hội âm nhạc. Không giống những buổi hòa nhạc khác, thường chỉ có một dòng nhạc riêng lẻ hoặc một nghệ sĩ solo, lễ hội âm nhạc thường bao trùm cả một phạm vi rộng lớn của các thể loại âm nhạc và nghệ thuật khác nhau. Do quy mô này, các đại nhạc hội hầu hết đều được tổ chức ngoài trời. Một số ít trong hàng trăm liên hoan âm nhạc được tổ chức như Big Day Out, Coachella, Falls Festival, Glastonbury Festival, Newport Jazz Festival, Oxegen, Parachute Music Festival, Rock in Rio, Rockwave Festival,  Salzburg Festival,  Summer Sonic Festival, Woodstock Music and Art Festival, và Warped Tour.
Để xem danh sách đầy đủ hơn về các lễ hội âm nhạc diễn ra trên toàn thế giới, xem: Danh sách lễ hội âm nhạc.

## Chuyến lưu diễn

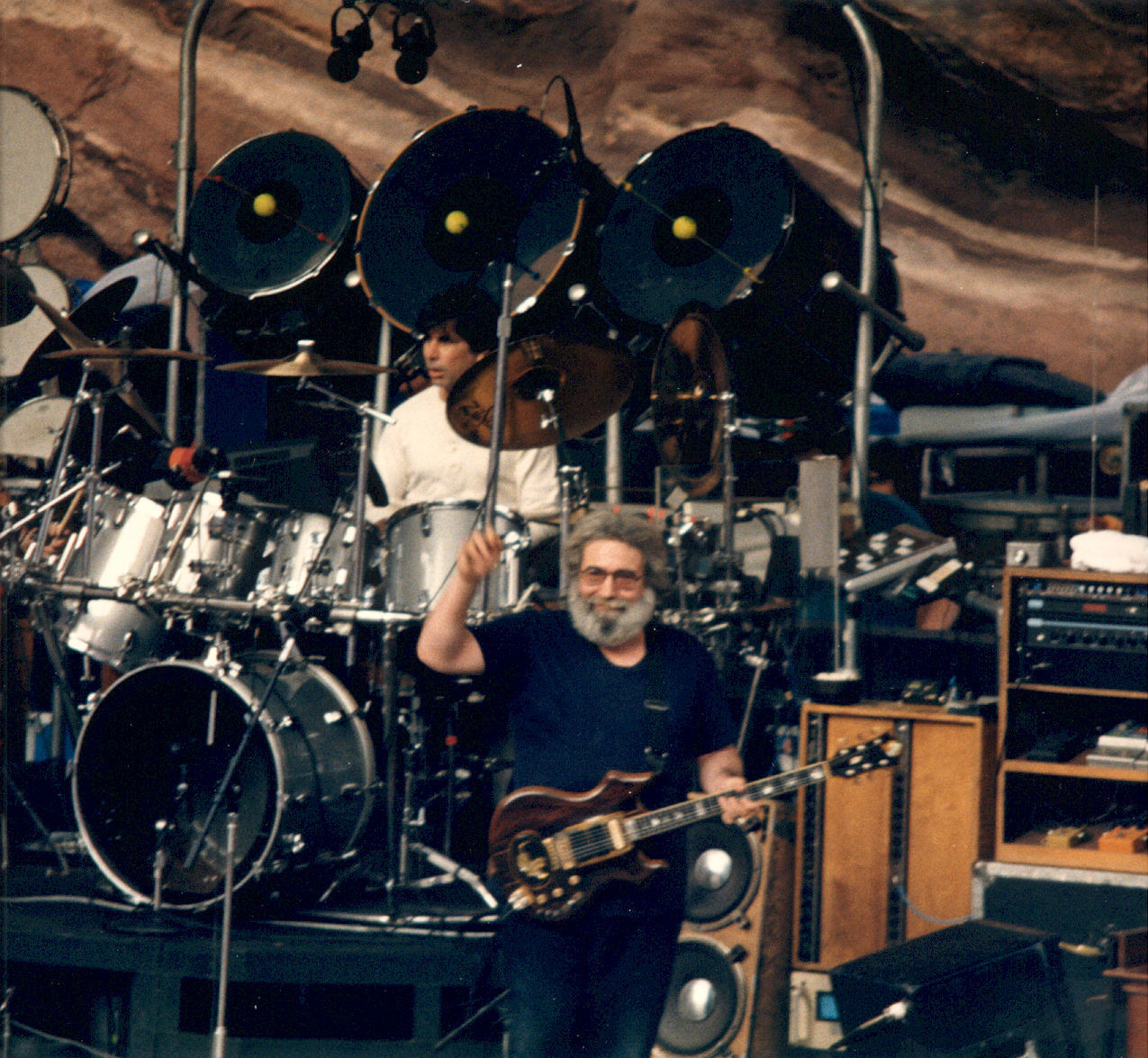
Các thành viên của Grateful Dead biểu diễn trong Red Rocks Amphitheater tại Colorado vào ngày 11 tháng 8 năm 1987.

Một chuyến lưu diễn là một chuỗi các buổi hòa nhạc của một nghệ sĩ hay một nhóm các nghệ sĩ từ nhiều thành phố và lãnh thổ khác nhau. Thông thường các chuyến lưu diễn này được gọi tên, để phân biệt với các chuyến lưu diễn khác nhau của cùng một nghệ sĩ hay liên kết các chuyến lưu diễn riêng biệt với một album riêng lẻ hay một sản phẩm âm nhạc (ví dụ: chuyến lưu diễn Bad Tour của Michael Jackson).  Đặc biệt là trong thế giới nhạc thị trường, những chuyến lưu diễn như thế có thể trở thành một chuyến đi dài, quy mô lớn, kéo dài qua hàng tháng, thậm chí hàng năm, được hàng trăm và hàng ngàn người đến xem, đem lại hàng triệu đôla (hoặc tương đương) cho công việc bán vé.